# Retimo (unità periferica)
L'unità periferica di Retimo (in greco  Περιφερειακή Ενότητα Ρεθύμνης?) è una delle quattro unità periferiche in cui è divisa la periferia di Creta. Il capoluogo è l'omonima città.

## Geografia fisica
Confina a est con quella di Candia e ad ovest con quella della Canea. Si affaccia a nord sul mare di Creta e a sud sul mar libico. Il suo territorio comprende parte del massiccio del Monte Ida a est e i monti Kedros a sud est. Le pianure sono limitate alle zone costiere. Le sue coste sono frastagliate soprattutto quella meridionale.

## Prefettura
Retimo era una prefettura della Grecia, abolita a partire dal 1º gennaio 2011 a seguito dell'entrata in vigore della riforma amministrativa detta piano Kallikratis
La riforma amministrativa ha anche modificato la struttura dei comuni che ora si presenta come nella seguente tabella:
| Nuovo comune    | Vecchio comune | Sede         |
| --------------- | -------------- | ------------ |
| Agios Vasileios | Lambi          | Spili        |
| Agios Vasileios | Finikas        | Spili        |
| Amari           | Kourites       | Agia Foteini |
| Amari           | Syvritos       | Agia Foteini |
| Anogeia         | Anogeia        | Anogeia      |
| Mylopotamos     | Geropotamos    | Perama       |
| Mylopotamos     | Kouloukonas    | Perama       |
| Mylopotamos     | Zoniana        | Perama       |
| Retimo          | Retimo         | Retimo       |
| Retimo          | Arkadi         | Retimo       |
| Retimo          | Lappa          | Retimo       |
| Retimo          | Nikiforou Foka | Retimo       |

## Precedente suddivisione amministrativa
Dal 1997, con l'attuazione della riforma Kapodistrias, la prefettura di Retimo era suddivisa in 11 comuni.
| Comune         | Codice YPES | Sede             | Codice postale | Prefisso telefonico |
| -------------- | ----------- | ---------------- | -------------- | ------------------- |
| Anogeia        | 4401        | Anogeia          | 740 51         | 28340               |
| Arkadi         | 4402        | Adele            | 741 00         | 28310-8             |
| Finikas        | 4411        | Plakiàs          | 740 60         | 28320-3             |
| Geropotamos    | 4403        | Perama           | 740 52         | 28340-2             |
| Kouloukonas    | 4404        | Garazo           | 740 54         | 28320-4             |
| Kourites       | 4405        | Fourfouras       | 740 62         | 28330-4             |
| Lambi          | 4406        | Spili            | 740 66         | 28320-2             |
| Lappa          | 4407        | Episkopi         | 740 55         | 28310-6             |
| Nikiforou Foka | 4408        | Athanatos Gonias | 741 00         | 28310-3             |
| Retimo         | 4409        | Retimo           | 741 00         | 28310-2/9           |
| Syvritos       | 4410        | Agia Fotini      | 740 61         | 28330-2             |
| Zoniana        | 4411        | Zoniana          | -              | -                   |